# Península da Baixa Califórnia
A Península da Baixa Califórnia (em espanhol Península de Baja California) situa-se no oeste do México, separando o Oceano Pacífico do Golfo da Califórnia. Tem cerca de 1 280 km de comprimento e nela se situam os estados mexicanos de Baja California e Baja California Sur, estendendo-se desde Mexicali a norte até Cabo San Lucas a sul. A oriente é limitada pelo rio Colorado, que constitui a fronteira natural entre os estados mexicanos de Baja California e Sonora.
A área total da península é de 143 390 km2. Na península há quatro grandes áreas desérticas: o deserto de San Felipe, o deserto da Costa Central, o deserto Vizcaíno e o deserto da planície de Magdalena.
Após a conquista do México por Hernán Cortés, a atração de um paraíso terrestre, bem como a busca pelo lendário Estreito de Anián, ajudaram a motivá-lo a enviar várias expedições à costa oeste da Nova Espanha na década de 1530 e início da década de 1540. Em 1539, o explorador Francisco de Ulloa provou que a Baja California era uma península e não uma ilha como os europeus acreditavam na época.